# Aubagne

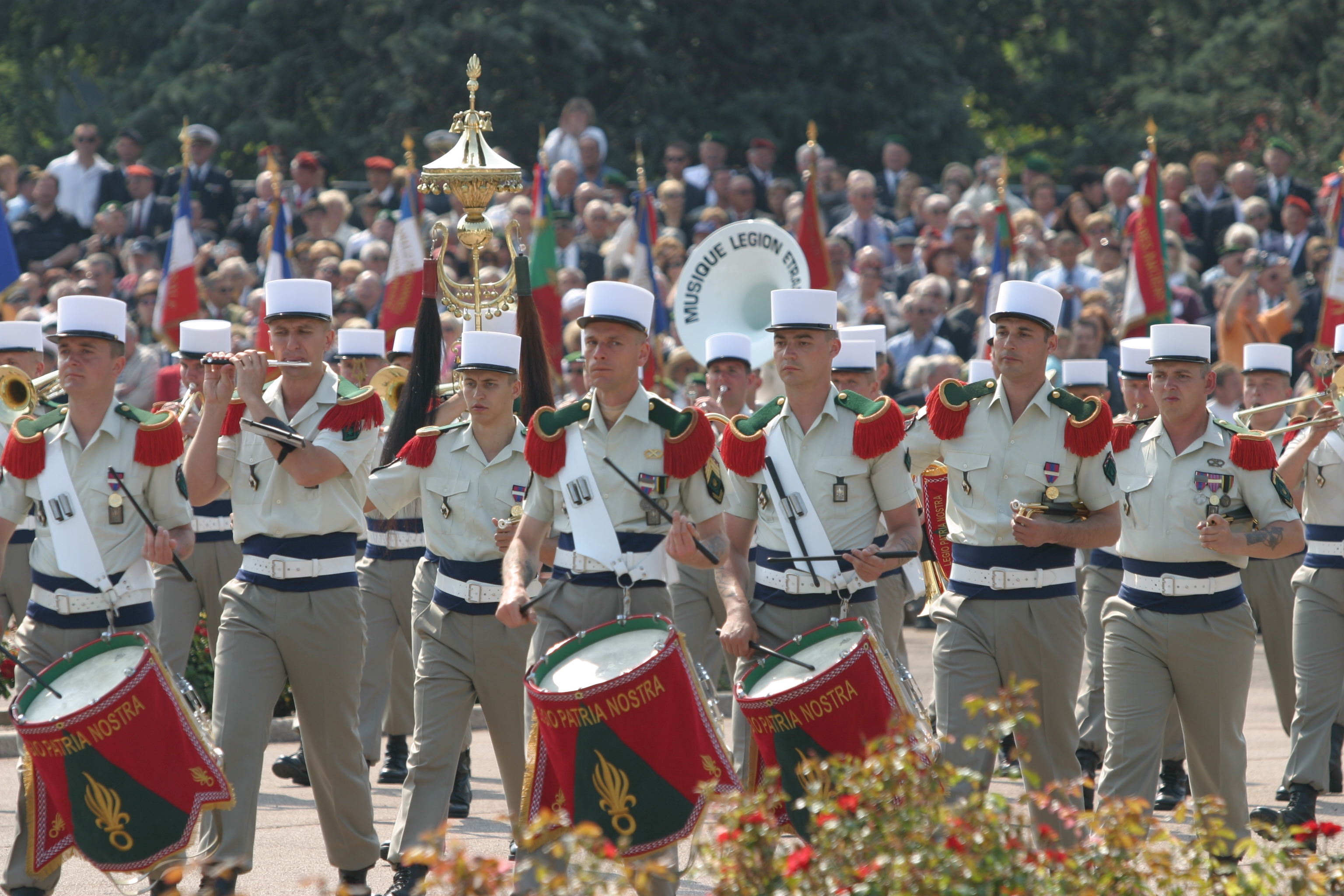
Främlingslegionens orkester

Aubagne är en stad och kommun i departementet Bouches-du-Rhône i regionen Provence-Alpes-Côte d'Azur i sydöstra Frankrike. Kommunen ligget i arrondissementet Marseille. År 2022 hade Aubagne 47 724 invånare.
Främlingslegionen har sitt högkvarter, museum och veteranernas åldringshem i staden. Även författaren, regissören mm Marcel Pagnol (1895-1974) är född i Aubagne.
Aubagne ligger i sydvästra delen av ett triangulärt kärrområde som breder ut sig mellan Aix-en-Provence i norr, Toulon i öster och Marseille i väster. Längs med triangelns sidor ligger bergiga områden som Garlaban, Sainte-Baume och Doaurd/Carpiagne.

## Befolkningsutveckling
Antalet invånare i kommunen Aubagne
Referens:INSEE